# Круглов Володимир Миколайович
Володимир Миколайович Круглов (рос. Олег Васильевич Кашихин; нар. 1925, СРСР) — радянський футболіст, нападник. Відомий виступами за клуби «Торпедо» (Ростов-на-Дону) та «Торпедо» (Москва).

## Життєпис
Народився 1925 року в Москві. 1946 року дебютував у класі «А» чемпіонату СРСР, зіграв один матч у складі клубу «Крила Рад». 1949 року виступав за клуб «Хімік» (Орехово-Зуєво) у класі «Б».
У 1950 році перейшов у клуб «Торпедо» (Москва), у 7 матчах відзначився одним голом, залишив команду у вересні через зниження спортивно-технічних показників. Сезон 1951 року провів у складі «Хіміка» з Орєхово-Зуєво, який виступав у КФК.
1952 року поповнив склад клубу «Динамо» (Ростов-на-Дону). 1953 року перейшов до іншого ростовського клубу «Торпедо», який виступав у класі «Б», у 17 матчах сезону відзначився 16-ма голами, незабаром став капітаном команди. У сезоні 1954 року провів за заводчан 23 матчі, відзначився 5-ма голами.
У 1956 році перейшов до складу клубу «Хіміка» (Сєвєродонецьк), у цьому ж клубі завершив кар'єру в командах майстрів.
У класі «А» чемпіонату СРСР провів 8 матчів, відзначився одним голом.